# Provadiya Hook
Provadiya Hook är en udde i Antarktis. Den ligger i Sydshetlandsöarna. Argentina, Chile och Storbritannien gör anspråk på området.
Terrängen inåt land är huvudsakligen kuperad, men västerut är den platt. Havet är nära Provadiya Hook söderut. Trakten är glest befolkad. Närmaste befolkade plats är Maldonado Station, 9,3 kilometer norr om Provadiya Hook. 